# ایپر ۱۰۱۲۰
سیارک ۱۰۱۲۰ (به انگلیسی: 10120 Ypres، نامگذاری:1992YH2) ده هزار و صد و بیستمین سیارک کشف شده‌است که در ۱۸ دسامبر ۱۹۹۲ کشف شد.
قدر مطلق سیارک برابر ۱۲٫۹۰ است.